# Lancaster (Missouri)
Lancaster – miasto w Stanach Zjednoczonych, w stanie Missouri, w hrabstwie Schuyler.